# Leonyida Georgijevna Romanova
Leonyida Georgijevna Romanova, született Bagrationi Leonida muhrani hercegnő (grúzul: ლეონიდა გიორგის ასული ბაგრატიონ-მუხრანელი [Leonida Giorgisz aszuli Bagration-Muhraneli], oroszul: Леонида Георгиевна Романова; Tiflisz, 1914. október 6. [a régi időszámítás szerint szeptember 23.] – Madrid, 2010. május 23.) a Bagrationi-ház muhrani ágából származó grúz hercegnő, Vlagyimir Kirillovics orosz nagyherceggel kötött házassága révén címzetes orosz nagyhercegné és cárné.
A bolsevikok grúziai hatalomátvételét követően családjával Franciaországba emigrált, később Spanyolországban élt. 1934-ben feleségül ment Sumner Moore Kirby amerikai üzletemberhez, akitől egy leánya született, mielőtt 1937-ben elváltak volna. 1948-ban Vlagyimir Kirillorivcs orosz nagyherceghez, az orosz cári család fejéhez ment hozzá; a házasság rangbeli megfelelősége, ebből kifolyólag pedig leányuk, Marija Vlagyimirovna trónigénye vita tárgyát képezi.

## Élete

### Származása és ifjúkora
Bagration–Muhrani Leonida, oroszosan Leonyida Georgijevna Bagratyion-Muhranszkaja grúz hercegnő 1914. október 6-án – az akkor érvényben lévő julián naptár szerint szeptember 23-án –  született Tbilisziben Bagrationi György muhrani herceg (1884–1957) és Helena Nowina-Złotnicka (1886–1979) lengyel arisztokrata harmadik, utolsó gyermekeként, egyben második leányaként. Bátyja, Irakli a grúz emigrációban töltött be vezető szerepet.
A család a Bagrationi-ház ifjabbik, Muhranit uraló ágához tartozott; a Muhranik 1931-ben, az utolsó grúz király egyenesági leszármazási vonalának megszakadásával váltak a Bagrationi-ház fővonalává. Leonida hercegnő apai nagyapja, Bagrationi Sándor muhrani herceg 1903-ban, gyermektelen unokatestvére halálával lett a muhrani ág feje. Sándor herceg leányágon II. Herkules grúz király ükunokája volt. Ugyancsak II. Herkulesre tudta visszavezetni anyai ágon a családfáját Leonida hercegnő édesanyja, Helena Nowina-Złotnicka, orosz nevén Jelena Szigizmundovna, aki apai oldalról egy lengyel grófi nemzetség sarja volt.
Mivel Grúzia a 19. század eleje óta az Orosz Birodalom része volt, az országot is érintette, mikor 1917-ben megdöntötték a cári rendszert. 1918-ban a hercegnő Oroszországban tartózkodó nagyapja, Sándor herceg megkísérelt hazamenekülni Grúziába, de a bolsevikok a határtól nem messze elfogták, és a cári hadsereg több tisztjével együtt kivégezték. Noha a bolsevik vezetés Oroszországban nemcsak a cári családot, hanem jóformán minden arisztokrata származású személyt üldözött, a grúz mensevik párt nem háborgatta Leonida hercegnő családját. 1921-ben azonban a bolsevikok megdöntötték a mensevik kormányt Grúziában, emiatt a hercegi família, tartva attól, hogy Sándor herceg sorsára jutnak, önkéntes száműzetésbe vonult előbb Konstantinápolyba, majd Berlin közelébe. Mivel az emigránsokra teljes vagyonelkobzás várt, 1923-ban a vezetés engedélyével a család visszatért tbiliszi palotájába, de folyamatos zaklatásnak voltak kitéve, házi őrizetbe is vették őket, végül már csak két szobát használhattak az egész épületben. Emiatt ismét a menekülés mellett döntöttek; az országot a hajdan a család által pártfogolt Makszim Gorkij segítségével hagyták el. A Bagrationik előbb Franciaországban, majd a második világháború elől menekülve Spanyolországban telepedtek le.
Párizsban Leonida hercegnő barátságot kötött Borisz Vlagyimirovics orosz nagyherceg szeretőjével és későbbi morganatikus feleségével, az orosz köznemesi sorból származó Zinaida Szergejevna Rasevszkajával, akinek szalonjában gyakran fordultak meg gazdag üzletemberek és vállalkozók.

### Házasságai és gyermekei
Nizzában Leonida hercegnő megismerkedett Sumner Moore Kirby (1895–1945) amerikai üzletemberrel. Kirby ősei az Egyesült Királyságból települtek át az Amerikai Egyesült Államokba; apja az F. W. Woolworth Company áruházlánc egyik társtulajdonosa volt, maga Kirby is milliomos vagyon felett rendelkezett. Ekkor már kétszeresen elvált volt: első feleségétől született egy Gloria nevű leánya, míg kapcsolata a második feleségével gyermektelen maradt. A megnyerő stílusú, az orosz emigránsok között igen népszerű Kirby 1934. november 6-án feleségül vette a nála csaknem húsz évvel fiatalabb Leonida hercegnőt. A házasságból egyetlen leány származott:
- Helene Louise Kirby (Genf, 1935. január 26. –), nem házasodott meg, 1976-ban a „Dvinszkaja grófnő” címet kapta nevelőapjától.

Leonida hercegnő első házassága 1937. november 18-án válással végződött. Sumner Moore Kirby bőkezűen gondoskodott volt feleségéről és gyermekéről. A második világháború alatt Kirby Franciaországban maradt; amerikai állampolgárként először az olaszok vetették fogságba, de viszonylag engedékenyen bántak vele; később a francia kormány politikai fogolyként egy Toulouse közeli gyűjtőtáborba deportálta, ahonnan a németországi Leau koncentrációs táborba került, itt halt meg nem sokkal a háború vége előtt.
Leonida hercegnő gyermekével a háború elején ismerősei segítségével Spanyolországba költözött. Madridban megismerkedett Vlagyimir Kirillovics orosz nagyherceggel (1917–1992). A nagyherceg apja, Kirill Vlagyimirovics nagyherceg magát Oroszország címzetes uralkodójának tekintette, s halála után fia úgyszintén az orosz trón igénylőjeként lépett fel, bár ő az orosz császári címet már nem vette fel, csak a nagyhercegit használta. Spanyolországban a nagyherceg szűkös körülmények között élt: egyik nagynénjénél, Beatrix spanyol infánsnénál lakott, és tolmácsként tartotta el magát. 1948. július 28-án, Vlagyimir neve napján az orosz nagyherceg megszöktette Leonida hercegnőt. Nagynénje, Jelena Vlagyimirovna nagyhercegnő a hír hallatán táviratban kérte az emigráns orosz papokat, hogy ne adják össze a szökevényeket. A pár azonban Lausanne-ban 1948. augusztus 12-én polgári, majd egy nappal később, augusztus 13-án a Szent Geraszimosz görög ortodox templomban egyházi szertartás keretében is megesküdött. A közkeletű vélekedés szerint a család abból a Sumber Moore Kirby után maradt vagyonból élhetett jómódban, melyet az anyjával és mostohaapjával élő Helen Kirby örökölt. A teleket Madridban, a nyarakat Saint-Briacban, a Vlagyimir Kirillovics szüleitől örökölt Ker Argonid nevű házukban töltötték, és Párizsban is fenntartottak egy lakást.
Ahogy közeledett negyvenedik életéve felé, Leonyida Georgijevna tartott attól, hogy kora miatt nem születik több gyermeke, s ez veszélybe sodorja a Romanov-ház jövőjét. 1953 elején a gyermekáldás reményében zarándoklatot tett az olaszországi Bariba Szent Miklós ereklyéjéhez. Ezután nem sokkal teherbe esett. Második férjétől egy leánya született:
- Marija Vlagyimirovna (Madrid, 1953. december 23. –), címzetes orosz nagyhercegnő és cárnő, az orosz trón igénylője.

#### A házasság megítélése
Nagybátyja, Andrej Vlagyimirovics kivételével Vlagyimir Kirillovics családja elítélte a grúz hercegnővel kötött frigyet. Mind a cári családon belül, mind az orosz monarchisták körében komoly kételyek fogalmazódtak meg azzal kapcsolatban, dinasztikusnak minősül-e a házasság, vagyis Bagrationiként Leonyida Georgijevna rangban egyenlő-e a Romanovokkal. A kérdés azért kulcsfontosságú a dinasztia szempontjából, mert ez dönti el, Vlagyimir Kirillovics gyermeke tekinthető-e a család fejének és felléphet-e trónigénnyel.
A cári család I. Pál orosz cár által lefektetett öröklési rendje szerint a családtagok csak akkor tarthatják fent trónigényüket, amennyiben velük egyenrangú, tehát uralkodóházból származó személlyel kötnek házasságot. A trónöröklési rend egyéb kritériumainak – a házastárs legyen ortodox hitű, a házasság az uralkodó, azaz ebben az esetben maga Vlagyimir Kirillovics engedélyével köttessék meg – Leonyida Georgijevna megfelelt; az pedig, hogy a menyasszony ne legyen elvált, nem szerepelt a feltételek között. A Bagrationik mint uralkodócsalád státusát azért lehetett vitatni, mert Grúzia 1801-ben az orosz annexióval megszűnt független államként létezni, és egykori királyi családját a mindenkori orosz cárok nem uralkodóként, hanem az orosz arisztokrácia részeként kezelték. Maguk a Bagrationik ugyan soha nem mondtak le királyi címükről, de számos családtag betagozódott az orosz nemességbe, a férfiak közül többen a cári hadseregben szolgáltak; és a Grúzia trónjára támasztott igényükkel csak az Orosz Birodalom széthullása után léptek fel.
Vlagyimir Kirillovics és Leonyida Georgijevna nemcsak azzal érveltek leányuk trónöröklési joga mellett, hogy a házasságuk egyenrangú volt, hanem azzal is, hogy ugyanekkor az összes többi Romanov-herceg frigye viszont nem volt az, ezért az ő gyermekeik sem a trónra nem támaszthatnak igényt, sem a szó szoros értelmében vett császári család tagjának nem számítanak. Ilyenformán Marija Vlagyimirovna tekinthető az egyetlen dinasztikus leszármazottnak. Amikor 1969-ben Vlagyimir Kirillovics hivatalosan is örököseként, az „orosz trón őrzőjének” nevezte meg leányát, a cári családot képező négy ágból háromnak a vezetője – Roman Petrovics herceg, Andrej Alekszandrovics herceg és Vszevolod Ioannovics herceg – levelet írt Vlagyimir nagyhercegnek, melyben kifejtették, hogy Leonyida Georgijevnát nem tartják rangban egyenlő hitvesnek, ennélfogva nem használhatja a nagyhercegnéi címet, és leánya sem számít dinasztikus utódnak. Álláspontjukat az 1979-ben alapított, a hercegek leszármazottait tömörítő, de dinasztikus jogokkal nem bíró Romanov Családi Egyesület továbbra is magáénak vallja.
A Bagrationik státusára vonatkozóan a legfontosabb referenciapont Tatyjana Konsztantyinovna orosz hercegnő és Bagrationi Konstantin muhrani herceg frigye volt 1911-ben. II. Miklós orosz cár engedélyezte unokahúga és a Leonyida Georgijevnával a család egyazon ágába tartozó Konstantin herceg házasságát, és nem minősítette azt morganatikusnak; bár hivatalosan soha nem is ismerte el dinasztikusnak. A Bagrationikat a Romanovokkal egyenrangúnak elismerők arra is hivatkoznak, hogy Vlagyimir Kirillovics két évvel a Leonyida Georgijevnánal való megismerkedése és házasságkötése előtt, 1946 decemberében egy deklarációjában uralkodócsaládnak ismerte el a Bagrationikat. A Bagrationik helyzete ekkor azért merült fel, mert Leonyida Georgijevna fivére, Irakli herceg eljegyezte María de las Mercedes spanyol infánsnőt, és a spanyol uralkodócsalád kikérte az orosz nagyherceg véleményét a grúz herceg státusát illetően, hogy ennek fényében ítélhessen a házasság morganatikussága felől.

### Közéleti tevékenysége
Leonida, aki címzetes nagyhercegnéként nevét az oroszos Leonyida Georgijevna alakban használta, több, mint negyven éven keresztül tevékenyen részt vett férje oldalán az orosz emigráció ügyeinek intézésében és a monarchia restaurálásának előmozdításában. Többször megfordultak a New York-i monarchista körökben. A házaspár 1991 novemberében látogathatott el először Oroszországba: Anatolij Alekszandrovics Szobcsak szentpétervári polgármester meghívására részt vettek az ünnepségen, melyet az alkalomból tartottak, hogy Leningrád visszavette régi nevét. 1991–95 között a nagyhercegné további huszonöt, haláláig pedig több, mint harminc alkalommal járt az országban. Utolsó oroszországi útjára 2002-ben került sor. Férje 1992-ben bekövetkezett halálát követően is a restauráció egyik legfőbb támogatója maradt.
Az özvegy nagyhercegné élénken részt vett a társasági életben, számos jótékonysági szervezetnek volt a pártfogója. Tevékenysége főként az árvák, a rokkantak és az idősek megsegítésére, valamint az orosz kultúrát képviselő művészek támogatására irányult. A rendszerváltás után először 1995-ben látogatott vissza szülőföldjére, mikor erőfeszítéseinek eredményeként szüleit újratemették a grúz fővárosban, a család ősi temetkezési helyén. A szertartáson Leonyida Georgijevnán, leányán és unokáján kívül részt vett unokaöccse, a Bagrationik feje, György herceg, valamint Eduard Sevardnadze grúz elnök. Szintúgy hathatósan közreműködött apósa és anyósa, Kirill Vlagyimirovics és Viktorija Fjodorovna 1995-ös szentpétervári újratemetésében.
A nagyhercegné a rendszerváltás után rendszeres látogatásokat tett mind szülőföldjére, mind Oroszországba. Állandó otthona a spanyol fővárosban volt, ahol együtt élt leányaival és egyetlen unokájával, Georgij Mihajloviccsal. Leonyida Georgijevna második leánya, Marija Vlagyimirovna 1969 óta számított apja örökösének: ekkorra egyértelművé vált, hogy korukból kifolyólag Vlagyimir Kirillovicsnak és Leonyida Georgijevnának nem születik fiúgyermeke, ezért Vlagyimir Kirillovics ebben az évben manifesztumot adott ki arról, hogy halála esetén Marija Vlagyimirovna tekintendő utódjának és az orosz trón örökösének. A nagyhercegnő ebben a szellemben is nevelkedett. 1976. szeptember 22-én nőül ment a porosz uralkodócsalád egyik tagjához, Ferenc Vilmos porosz herceghez (* 1943), aki – akárcsak hajdan a cári családba beházasodó külföldi hercegnők – áttért az ortodox hitre, és felvette a Mihail Pavlovics nevet. A párnak egyetlen gyermeke született, Georgij Mihajlovics, mielőtt 1985-ben elváltak volna. Marija Vlagyimirovna többé nem ment férjhez, édesanyja segítségével nevelte fel fiát.

### Halála és temetése
Leonyida Georgijevna Romanova 2010. május 23-án éjjel, helyi idő szerint 11 óra 55 perckor, kilencvenöt évesen hunyt el Madridban. Élete utolsó hetében egészsége rohamosan hanyatlott. Május 21-én rosszul lett, de az orvosi segítségnek köszönhetően másnapra jobban érezte magát. Este ismét fájdalmak kezdték gyötörni, nehezen lélegzett, ezért a szentség magához vétele után bevitték a La Paz kórházba, ott halt meg. Személyében a cári család utolsó olyan tagja távozott, aki még a forradalom előtti Oroszországban született.
A család közleményben jelezte, hogy a nagyhercegnét végakarata szerint férje mellé, a szentpétervári Péter-Pál-erődbe fogják temetni. Koporsóját az ortodox hagyományoknak megfelelően felravatalozták; a gyászidőszak alatt a világ számos ortodox közösségében mondtak érte gyászmisét. Június 2-án maradványait repülővel Madridból Szentpétervárra szállították a Péter-Pál-székesegyházba, ahol délután további gyászszertartásokra került sor. Magát a temetést június 3-án tartották a székesegyházban, a szentpétervári metropolita vezetésével. A szertartáson a család mellett részt vett több külföldi követség, az orosz és spanyol arisztokrácia tagjai, valamint a szentpétervári grúz közösség is. A liturgia végeztével a koporsót halottaskocsi vitte a nagyhercegné végső nyughelyére, a nagyhercegi kriptába, ahol férje maradványai is találhatóak.